# Langenau (Hartha)
Langenau ist eine Siedlung im Mittelsächsischen Hügelland, die sich von der Bundesstraße 176 lang ins Tal des Auenbachs erstreckt. In alter Zeit wurde es daher Langenowe und Langenaue geschrieben.

## Geschichte
Über die Entstehung des Ortes gibt es keine schriftlichen Nachweise. Der deutsche Ortsname und die Waldhufenflur lassen aber vermuten, dass Langenau im Rahmen der deutschen Ostsiedlung im 12. Jahrhundert gegründet wurde. Die erste urkundliche Erwähnung erfolgte 1245, als Kaiser Friedrich II. dem Kloster Buch den Besitz von Langenowe, Gerhardesdorf & Kiselbach bestätigte, den Heinricus de Poleche aufgelassen hatte. Der Erwerb von Langenau ist offenkundig nicht wirksam geworden, denn es tritt im Zusammenhang mit Kloster Buch nicht wieder auf. Seine wechselvolle Geschichte ist eng mit der Schönerstädts verbunden. Beide Orte gehören zum Kirchspiel Schönerstädt. Als Klosterdörfer gehörten sie seit 1271 dem Kloster Geringswalde.
Seit 2004 ist Langenau ein Ortsteil der sächsischen Kleinstadt Hartha.